# Philodémosz
Philodémosz (ógörögül: Φιλόδημος, latinul: Philodemus), (Gadara, i. e. 110 körül – valószínűleg Herculaneum, i. e. 40/35 körül) ókori görög epikureus filozófus.
A palesztinai Gadarából származott. Barátja volt Lucius Piso, aki ellen tartott Cicero egyik híres beszédét. Cicero ugyanakkor tudományos képzettségéért nagy elismeréssel emlékezett meg magáról Philodémoszról (in Pis. 28 sk.). Philodémosznak több mint 30 epigrammája maradt fenn a görög mitológiában, többnyire szerelmi tartalommal. Prózai munkáit a későbbi korokban elveszettnek hitték, de a herculaneumi ásatások során részben előkerültek. Philodémosz valószínűleg írt egy legalább 10 könyvre terjedő filozófiatörténetet. Előkerült négy másik könyvéből is több részlet. Ezeken létezett legalább 15 etikai tartalmú, epikureista filozófiai, vagy inkább polemikus irányzatú műve.